# Tetralogia del Mondo d'Inchiostro
La tetralogia del Mondo d'Inchiostro è una serie di romanzi scritti da Cornelia Funke e composta da Cuore d'inchiostro (Tintenherz), Veleno d'inchiostro (Tintenblut), Alba d'inchiostro (Tintentod) e Vendetta d'inchiostro (Die Farbe der Rache).

## Trama

### Cuore d'inchiostro
Il romanzo parla di Meggie, una ragazza di 12 anni che vive col padre Mortimer (detto "Mo"), un esperto rilegatore. La sua vita subisce un drastico cambiamento quando scopre che Mo ha l'insolita capacità di far uscire i personaggi dai libri leggendoli ad alta voce. Nove anni prima, quando maggie aveva appena tre anni, Mo richiamò per errore alcuni personaggi dal libro Cuore d'Inchiostro: Capricorno, malvagio Signore dal Cuore Nero, Basta, suo fedele servitore, e il mangiafuoco Dita di Polvere con Gwin, la sua martora cornuta. Ora Capricorno perseguita Mo e Meggie per sfruttare la prodigiosa voce del rilegatore. I personaggi affrontano moltissime peripezie, tradimenti, fughe e prigionie in una corsa contro il tempo per fermare Capricorno prima che sia troppo tardi...

### Veleno d'inchiostro
È passato un anno dalle vicende di Cuore d'Inchiostro, ma non passa giorno in cui Meggie non pensi al libro e ai personaggi che ne sono scaturiti. Resa, la madre di Meggie, è tornata, ma non ha più la voce. Il mangiafuoco Dita di Polvere, invece, non vede l'ora di poter ritornare nella sua storia; e ci riesce quando trova un lettore disonesto di nome Orfeo, disposto a rimandarlo indietro. Quest'ultimo, d'accordo con Basta e Mortola, fa in modo di abbandonare Farid per ottenere il libro Cuore d'inchiostro posseduto dal mangiafuoco. Ben presto il ragazzo convince Meggie a leggere per lui in modo da poter raggiungere Dita di Polvere ed avvertirlo del pericolo di Basta, oltre che a ritornare ad essere il suo apprendista. Questa volta, Meggie capisce come fare per trasportare sé stessa ed il ragazzo nel libro.
Improvvisamente Mortola, Basta e Orfeo appaiono a casa di Elinor e fanno prigionieri Mortimer, Resa e Dario, mentre Meggie e Farid non sanno cosa succede nel loro mondo. Orfeo spedisce Basta, Mortola, Mortimer e Resa in Cuore d'inchiostro, dove subentreranno moltissimi nuovi personaggi.
Resa recupera la voce, poi lei e Mortimer si nascondono insieme ai girovaghi briganti del Principe Nero e scoprono che il misterioso fuorilegge che aiuta i poveri nelle ballate popolari, “Glandarius”, altri non è che Mo, miracolosamente sopravvissuto dopo essere stato ferito dal colpo di pistola di Mortola. Il malvagio Testa di Serpente, il sovrano dell'altra parte del regno, è sulle tracce di Glandarius ed intende impiccarlo. Mo e Resa vengono catturati e Mortimer non riesce a scappare proprio a causa della ferita. Testa di Serpente gli chiede di rilegare il Libro Vuoto, che dovrebbe portare il possessore all'immortalità (l'idea era stata di Meggie, che aveva ordito un piano per ucciderlo, ma Testa di Serpente l'aveva scoperto ed aveva ribaltato il piano contro di loro), ma Mortimer inventa un modo per distruggerlo lentamente senza che il tiranno se ne accorga.. Vengono liberati, ma nella foresta li attenderà un'imboscata guidata da Basta, ad opera di Mortola, e qualcuno ci rimetterà la vita.

### Alba d'inchiostro
Dopo che Cosimo il Bello è morto, la città di Ombra cade nelle mani del malvagio Testa di Serpente, il Principe della Rocca delle Tenebre che mette sul trono suo cognato detto Il Fringuello. Nel frattempo Orfeo è diventato ricco vendendo animali esotici che fa comparire attraverso la sua prodigiosa voce per il governatore di Ombra. Mo invece si spaccia per Glandarius e insieme agli uomini del Principe Nero difende gli abitanti dei villaggi vicini dalle razzie dei soldati del Fringuello. Testa di Serpente sta marcendo insieme al libro che proteggeva la sua anima, e passa le notti insonne per via degli incubi che vedono come protagoniste le Dame Bianche. Farid si arrabbia spesso con Orfeo accusandolo di non voler far tornare Dita di Polvere, e quest'ultimo capisce che le Dame Bianche volevano un tributo di carne e sangue e così ordisce un piano contro Mo. Elinor e Dario, dopo essere stati prigionieri nella stessa villa della donna, decidono di entrare nel mondo d'inchiostro. Intanto Resa e Mo comunicano a Meggie che presto avrà un fratellino o una sorellina e lei prende molto bene la notizia. Fenoglio parla a Mo delle bellissime miniature di Balubus, miniaturista della principessa Violante figlia di Testa di serpente detta La Brutta, e non resistendo alla tentazione si reca da lui, al palazzo di Ombra. Qui viene imprigionato, ma si scopre che era tutta una farsa di Violante per conoscere il famoso Glandarius. Intanto giunge la notizia che Testa di Serpente ha trovato il modo di arginare la distruzione del libro che contiene la sua anima. Orfeo chiama Mo e a sorpresa lo uccide offrendolo alle dame bianche. Per fortuna nell'oltretomba Mo incontra un enorme uccello dorato che si rivela essere la morte in persona. La morte dice che lo lascerà libero insieme a dita di polvere ma in cambio dovrà consegnargli Testa di Serpente e se fallirà si prenderà, oltre che lui e Dita di Polvere, anche Maggie. Intanto a Ombra tra i bambini è molto atteso lo spettacolo di Becco di fuliggine: un mangiafuoco che, anziché giocare con il fuoco come fosse un amico, lo teme. Quando tutti i bambini si sono radunati lo spettacolo si rivela una trappola. Tutti i bambini vengono catturati e Testa di Serpente offre la loro libertà in cambio di Glandarius; in caso contrario i bambini verranno spediti a lavorare nelle sue miniere di argento. Glandarius si consegna e viene imprigionato. Per paura che i soldati rapiscano nuovamente i bambini il principe nero li porta via fino ai "nidi di uomo" insieme a Meggie, Farid, Fenoglio, Resa, Dario ed Elinor. Dita di Polvere libera Mo attraverso mostri di fuoco.Mo, Violante e Dita di Polvere vanno ad un'antica residenza ereditata da Violante dai nonni materni: il castello nel lago. L'armata di Testa di serpente arriva a Ombra. Nel frattempo il Fringuello scopre il nascondiglio dei bambini e lo raggiunge con dei soldati. Orfeo si allea con Testa di Serpente che va a combattere contro Violante. Intanto Fenoglio ricomincia a scrivere e attraverso la prodigiosa voce di Meggie materializza un gigante per scacciare i soldati. Il piano funziona ma il gigante rapisce Fenoglio ed il Principe Nero. Nel frattempo Orfeo scrive e legge che Testa di Serpente vince su Violante e grazie a ciò riescono ad entrare nel castello. Fenoglio viene trovato da Maciste, uno dei briganti, e scrivono che Mo sconfigge Testa di Serpente. Nel frattempo Testa di Serpente ha intrappolato Mo ma Jacopo, figlio di Cosimo e di Violante, ruba il libro del nonno e lo dà a Mo. Senza più protezione la morte uccide Testa di Serpente. Elinor, Fenoglio, Dario, Resa, Meggie, Farid e Mo decidono di restare nel mondo d'Inchiostro mentre Violante diventa regina e Orfeo scappa al nord dove probabilmente muore congelato. Sei mesi dopo nasce il figlio di Resa e Mo e fratello di Meggie. A questo bambino verranno raccontate storie di mondi lontani in cui gli uomini possono volare e le carrozze vanno velocissime e non hanno cavalli. Secondo questo bambino questo mondo è interessante e come Meggie volle entrare nel Mondo d'Inchiostro così lui vuole entrare in questo nuovo mondo.

## Personaggi
- Mortimer Folchart: è il padre di Meggie, detto Mo, chiamato "Lingua di Fata" da Dita di Polvere, Basta e Capricorno. Rilegatore di professione, ha il raro dono di poter evocare i personaggi dei libri leggendoli ad alta voce. Non sa però che per ogni entità uscita dal mondo di un libro deve entrare in quel mondo un'entità del proprio. Viene preso da Fenoglio come modello per Glandarius, il bandito in lotta con Testa di Serpente.
- Meggie: figlia di Mo e di Resa, ha ereditato dal padre la passione per la lettura ma anche la prodigiosa capacità di far uscire i personaggi dai libri.
- Dita di Polvere: esperto mangiafuoco uscito dal libro Cuore d'Inchiostro, ha il volto sfregiato da Basta. Ama Roxane, un'ex-danzatrice, dalla quale ha avuto due figlie: Brianna e Rossana.
- Gwin: martora cornuta di Dita di Polvere. Ama andare a caccia di notte. Nel libro originale di Cuore d'Inchiostro (scritto da Fenoglio), provoca la morte di Dita di Polvere che cercava di difenderla dagli scagnozzi di Capricorno detti anche incendiari.
- Elinor Loredan: prozia di Meggie. È abbastanza facoltosa. Ha una vera passione per i libri e ne ha una gigantesca collezione. Mortimer dice che non si stupirebbe se perdesse la sua fortuna per la sua mania dei libri.
- Dario: altro "lettore", che non è abile come Mo o Meggie. I personaggi che evoca subiscono sempre qualche menomazione; di indole gentile, viene tenuto prigioniero da Capricorno per alcuni anni.
- Fenoglio: autore del libro Cuore d'Inchiostro.
- Farid: "allievo" di Dita di Polvere, portato nel nostro mondo dalle parole di Mo leggendo Le mille e una notte per Capricorno.
- Capricorno: capo di una banda, gli incendiari, fatto uscire da Cuore d'Inchiostro dalla voce di Mo. Ama il potere e incutere terrore. Sua madre è la terribile Gazza.
- Mortola: detta La Gazza, madre di Capricorno esperta in erbe e veleni.
- Basta: scagnozzo di Capricorno. Ama uccidere con il suo coltello, non si fa mai pescare con le mani nel sacco. È stato lui a sfregiare in volto Dita di Polvere. È terribilmente superstizioso.
- Orfeo: abile "lettore" (avente lo stesso dono di Dario, Mo e Meggie) che da piccolo amava il libro Cuore d'Inchiostro. Personaggio egoista e vanesio.
- Testa di Serpente: malvagio re che governa tutto il mondo d'inchiostro. Ossessionato dalla morte e per questo ama l'argento perché si crede tenga lontane le Dame Bianche. Mo gli ha donato, in cambio della libertà, il libro vuoto che gli protegge l'anima non facendolo morire. Ma ne aveva bagnato le pagine, in modo da distruggerlo lentamente.

## Trasposizioni
Nel dicembre 2008 è stato distribuito il film Inkheart - La leggenda di cuore d'inchiostro (Inkheart), adattamento cinematografico del primo volume e con protagonisti Brendan Fraser (Mortimer Folchart), Eliza Bennett (Meggie Folchart), Paul Bettany (Dita di Polvere), Helen Mirren (Elinor Loredan), Jim Broadbent (Fenoglio) e Andy Serkis (Capricorno).
Inizialmente vennero annunciati i seguiti del film, tratti dai due romanzi successivi (Veleno d’inchiostro e Alba d’inchiostro), poi mai realizzati a causa dello scarso successo ottenuto al botteghino da Inkheart, dato che a fronte di un budget di circa 60 milioni di dollari il film ne ha incassati poco più di 62 milioni.